# 道の駅ひまわり
道の駅ひまわり（みちのえき ひまわり）は、長崎県南島原市にある国道251号の道の駅である。

## 概要
1999年（平成11年）4月に道の駅みずなし本陣ふかえとして開業したが、2021年（令和3年）11月30日営業終了。その後、佐世保市のエバーグリーンに事業譲渡され、2023年（令和5年）4月21日に道の駅「ひまわり」としてプレオープンした。

## 歴史
- 1998年（平成10年）4月17日 - 道の駅第14回登録において「道の駅みずなし本陣ふかえ」として登録。
- 1999年（平成11年）4月 - 「道の駅みずなし本陣ふかえ」として開駅[1]。
- 2021年（令和3年）11月30日 - 「道の駅みずなし本陣ふかえ」としての営業が終了[2]。
- 2023年（令和5年）
  - 4月21日 - 「道の駅ひまわり」としてプレオープン[1][3]。
  - 7月28日 - お食事処の営業開始[4][5]。

## 施設

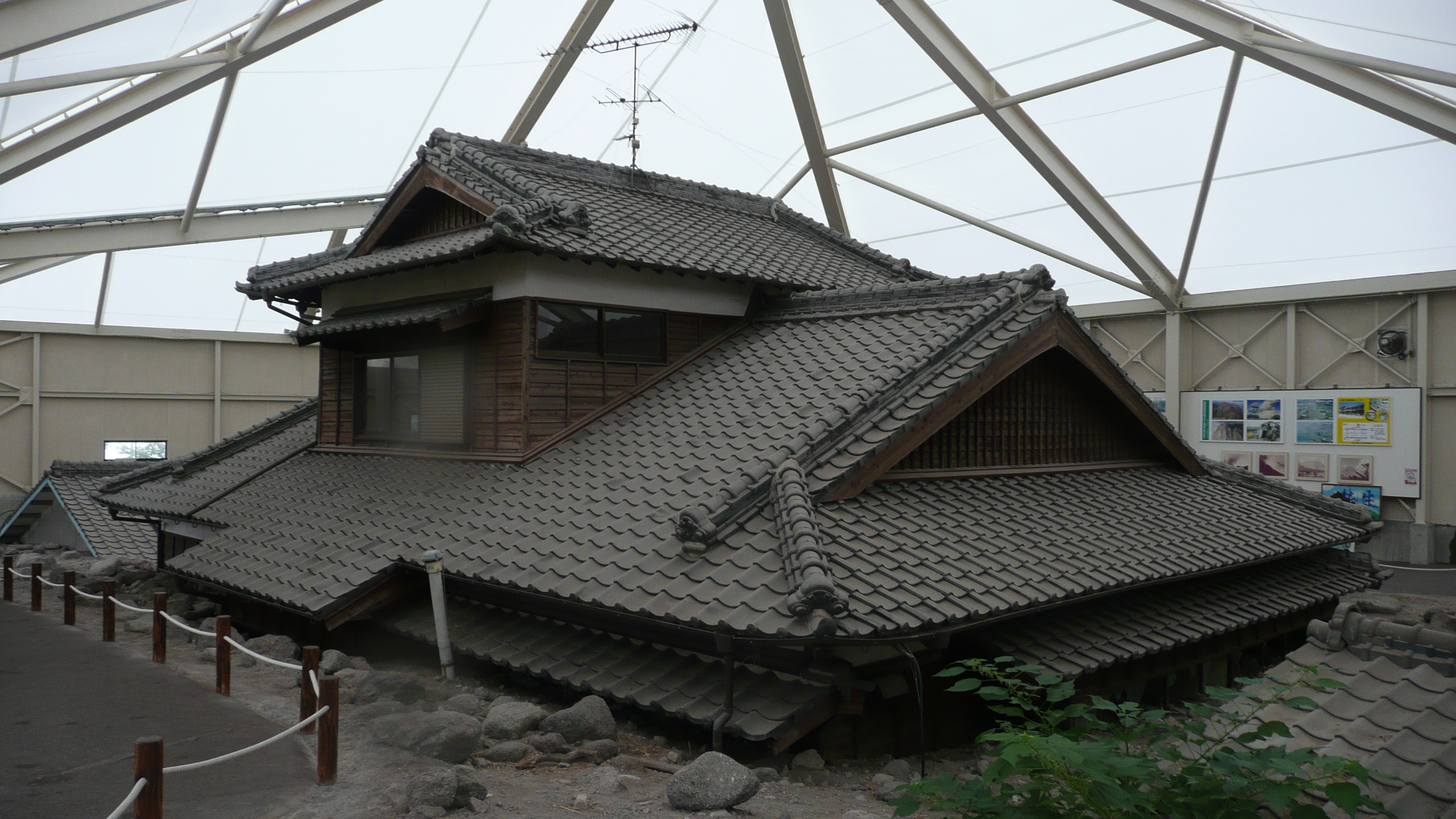
土石流被災家屋保存公園

国道251号沿いにあり、隣接して土石流被災家屋保存公園がある。
- お食事処（2023年7月28日オープン）[5]
- 駐車場
  - 普通車：177台
  - 大型車：20台
  - 身障者用：3台
- トイレ
  - 男：大 10器（3器）、小 17器（6器）
  - 女：22器（10器）
  - 身障者用：3器（2器）

※（）内は、24時間利用可能
- 公衆電話
- 公衆FAX
- 公園「ふれあい公園」
- 情報提供施設
- 博物館「火山学習館・大火砕流体験館」（8:30 - 17:30）
- 自動販売機
- 郵便ポスト（島原郵便局）

## アクセス
島原市との境界をなす水無川の南に位置する。
- 国道251号 - 登録路線

## 旧道の駅「みずなし本陣ふかえ」

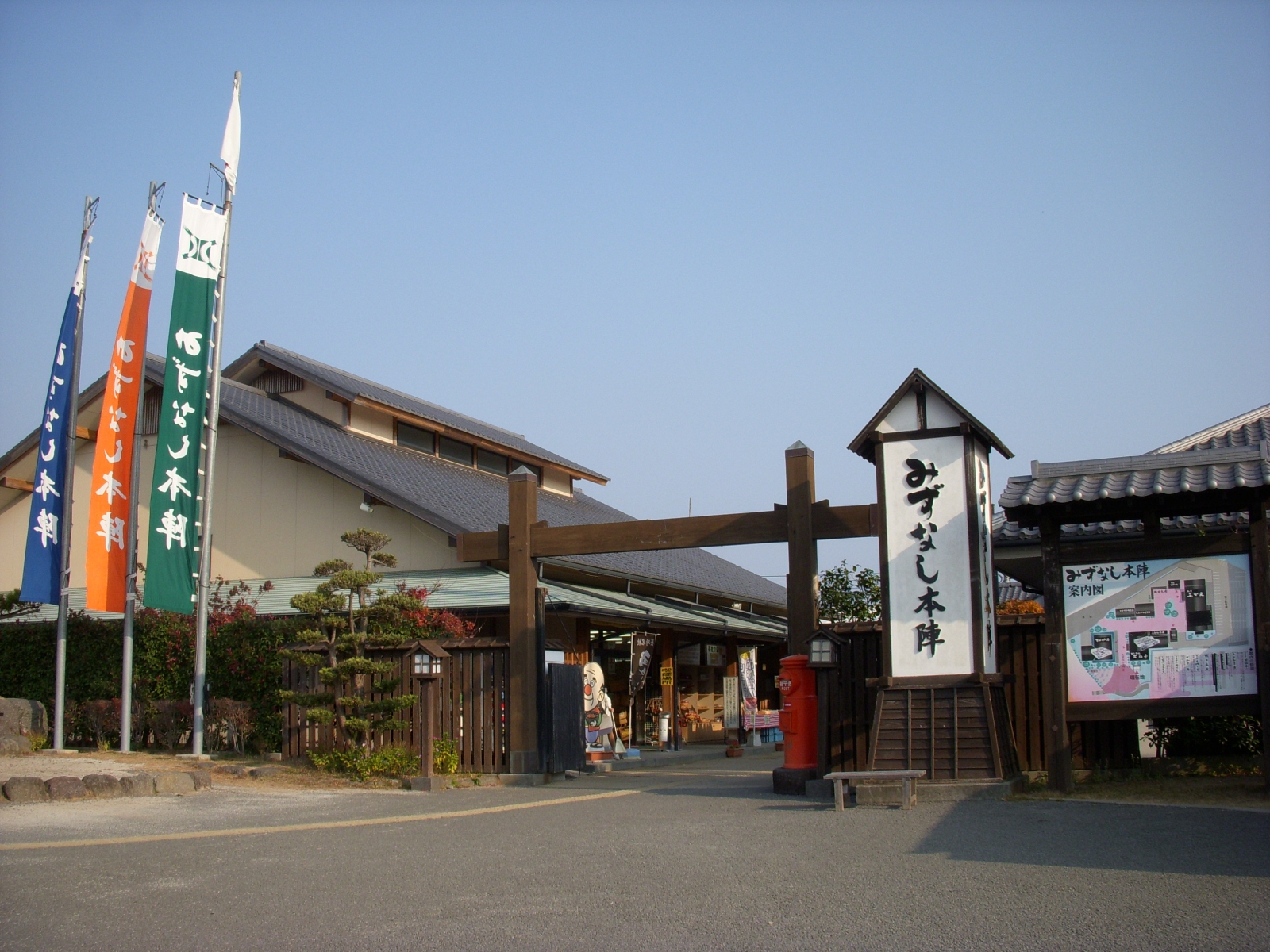
旧道の駅「みずなし本陣ふかえ」

1999年（平成11年）4月に道の駅みずなし本陣ふかえとして開業した。土石流被災家屋保存公園が隣接し、道の駅にも噴火災害に関する展示施設が設けられ、火山学習館（有料）・大火砕流体験館があった。
2016年の熊本地震により来場者が減り、2020年度（令和2年度）以降はコロナ禍の影響も受けて来場者が急減。運営会社の第三セクター「みずなし本陣」は2021年5月の株主総会で道の駅の事業からの撤退を表明したが、修学旅行の予約も入っていることから決算期となる同年11月までの事業継続を決めた。一方で第三セクター「みずなし本陣」は7月29日に南島原市に事業譲渡の要望書を提出した。2021年（令和3年）8月30日に開催された南島原市議会全員協議会で市側は運営継続の方針を示したが紛糾した。運営会社が市や市議会に対して要望した事業譲渡について、市は8月末に建物は老朽化により価格が算定できないとしてして土地のみを5千万円で引き受ける条件を示したが運営会社は拒否した。
2021年（令和3年）11月24日に運営会社の第三セクター「みずなし本陣」の臨時取締役会が開かれ、同年11月30日で営業を終了することが了承された。
道の駅の閉鎖後も長崎県が設置している土石流被災家屋保存公園や駐車場、トイレは利用できる。市は運営会社の清算後も道の駅としての機能をもつ施設について国や県と協議するとしていた。
南島原市と民間会社が出資して旧「道の駅みずなし本陣ふかえ」を運営していた第3セクターの清算手続が進む一方、施設は佐世保市のエバーグリーンに事業譲渡され、2023年（令和5年）4月21日に道の駅「ひまわり」としてプレオープンした。